# Scottish FA Cup 1886/87
Der Scottish FA Cup wurde 1886/87 zum 14. Mal ausgespielt. Der wichtigste Fußball-Pokalwettbewerb im schottischen Vereinsfußball wurde vom Schottischen Fußballverband geleitet und ausgetragen. Er begann am 11. September 1886 und endete mit dem Finale am 12. Februar 1887 im Hampden Park von Glasgow. Als Titelverteidiger und Rekordsieger startete der FC Queen’s Park in den Wettbewerb, der im Finale des Vorjahres gegen den FC Renton gewonnen hatte. Im diesjährigen Endspiel um den Schottischen Pokal traf Hibernian Edinburgh auf den FC Dumbarton. Die Hibs aus der schottischen Landeshauptstadt Edinburgh erreichten zum ersten Mal in der Vereinsgeschichte das Finale. Für Dumbarton war es nach 1881 und 1882 die zweite Endspielteilnahme im schottischen Pokal. Beide Finalspiele wurden jeweils gegen den FC Queen’s Park verloren. Das Finale gewann Hibernian mit 2:1 und holte damit den Titel.

## 1. Runde
Ausgetragen wurden die Begegnungen am 11. und 18. September 1886. Die Wiederholungsspiele fanden am 18. und 25. September 1886 statt.
|                               | Ergebnis    |                              |
| ----------------------------- | ----------- | ---------------------------- |
| 5th Dumfries Rifle Volunteers | w/o         | FC Thornhill                 |
| Airdrieonians FC              | 5:0         | FC Airdriehill               |
| Albion Rovers                 | 5:1         | FC Clydesdale                |
| FC Annbank                    | 3:4         | FC Kilbirnie                 |
| FC Arbroath                   | 20:00       | FC Orion                     |
| FC Ayr                        | 2:3         | Hurlford United              |
| FC Battlefield                | 0:2         | FC Cowlairs                  |
| FC Bonhill                    | 8:1         | FC Kirkintilloch Central     |
| Broxburn Shamrock             | 1:2         | FC Mossend Swifts            |
| Broxburn Thistle              | 2:2         | FC Bellstane Birds           |
| Burntisland Thistle           | w/o         | FC Dunfermline               |
| Caledonian Rangers            | bye         |                              |
| FC Cambuslang                 | 6:1         | FC Motherwell                |
| Cambuslang Hibernian          | bye         |                              |
| FC Campsie                    | 10:00       | FC Dunipace                  |
| FC Carrick                    | 0:2         | FC Westbourne                |
| FC Clyde                      | 5:1         | FC St. Peters                |
| FC Coupar Angus               | w/o         | Fair City Athletic           |
| FC Cowdenbeath                | bye         |                              |
| FC Dalry                      | 5:2         | Ayr Rovers                   |
| FC Dumbarton                  | 5:0         | Vale of Leven Hibernians     |
| Dumbarton Athletic            | 8:0         | FC Duntocher                 |
| FC Dunblane                   | 12:00       | FC Crieff                    |
| Dundee Wanderers              | 2:7         | FC Broughty                  |
| Dunfermline Athletic          | 4:8         | Alloa Athletic               |
| FC Dykehead                   | bye         |                              |
| East End Dundee               | w/o         | FC Aberdeen                  |
| FC East Stirlingshire         | 6:3         | FC Camelon                   |
| FC Edina                      | 1:7         | Heart of Midlothian          |
| FC Grahamston                 | 0:2         | FC Laurieston                |
| Greenock Rangers              | * 3:4 *     | 1st Renfrew Rifle Volunteers |
| Hamilton Academical           | w/o         | FC Wishaw Swifts             |
| Hibernian Edinburgh           | 5:1         | Durhamstown Rangers          |
| FC Johnstone                  | 6:2         | FC Cartvale                  |
| Kelvinside Athletic           | 1:2         | FC Whitefield                |
| FC Kilmarnock                 | w/o         | FC Cumnock                   |
| FC King’s Park                | 1:3         | FC Falkirk                   |
| FC Lenzie                     | w/o         | FC Dunbritton                |
| FC Lindertis                  | 3:4         | FC Dundee Harp               |
| FC Linthouse                  | 4:0         | Southern Athletic            |
| FC Lochwinnoch                | 0:6         | Greenock Morton              |
| FC Lugar Boswell              | w/o         | FC Maybole                   |
| FC Moffat                     | bye         |                              |
| FC Monkcastle                 | 1:3         | FC Lanemark                  |
| FC Newcastleton               | w/o         | FC Norton Park               |
| FC Northern                   | 1:4         | Third Lanark                 |
| FC Oban                       | w/o         | Our Boys Blairgowrie         |
| Partick Thistle               | 2:3         | FC Queen’s Park              |
| Pollokshaws Athletic          | w/o         | FC Woodvale                  |
| Port Glasgow Athletic         | 10:10       | FC Johnstown Harp            |
| Queen of the South Wanderers  | w/o         | FC Nithsdale                 |
| Glasgow Rangers               | 9:1         | Govan Athletic               |
| FC Renfrew                    | 3:3         | FC Abercorn                  |
| FC Renton                     | w/o         | FC Kirkintilloch Harp        |
| FC Rutherglen                 | 2:0         | FC Drumpellier               |
| FC Shettleston                | 3:3         | FC Carfin Shamrock           |
| FC Slanannan                  | 4:3         | FC Avondale                  |
| FC St Andrews                 | ** 2:5 *    | Pollokshields Athletic       |
| FC St. Bernard’s              | 3:2         | FC Bo’ness                   |
| FC St Johnstone               | 3:3         | Erin Rovers                  |
| FC Strathmore                 | 3:0         | FC Strathmore                |
| FC Thistle                    | 13:00       | FC Blairvaddick              |
| Thistle Grasshoppers          | 3:3         | FC Vale of Bannock           |
| FC Thornliebank               | 3:2         | FC Neilston                  |
| FC Tollcross                  | * 0:3 *     | FC Royal Albert              |
| FC Vale of Leven              | 9:0         | Kirkintilloch Athletic       |
| FC Vale of Leven Wanderers    | *** 6:3 *** | FC Jamestown                 |
| FC Vale of Nith               | w/o         | FC Vale of Annan             |
| FC West Calder                | 1:3         | FC Armadale                  |
| FC Yoker                      | 4:2         | FC Union Dumbarton           |
| Our Boys Dundee               | 2:5         | Forfar Athletic              |
| FC St. Mirren                 | 5:3         | FC Arthurlie                 |

### Wiederholungsspiele
|                    | Ergebnis |                        |
| ------------------ | -------- | ---------------------- |
| FC Abercorn        | 9:0      | FC Renfrew             |
| Broxburn Thistle   | 4:1      | FC Bellstane Birds     |
| FC Carfin Shamrock | 3:0      | FC Shettleston         |
| Erin Rovers        | 7:1      | FC St. Johnstone       |
| FC Vale of Bannock | 2:0      | Thistle Grasshoppers   |
| FC St Andrews      | 4:1      | Pollokshields Athletic |

## 2. Runde
Ausgetragen wurden die Begegnungen am 2. Oktober 1886. Die Wiederholungsspiele fanden am 9. und 16. Oktober 1886 statt.
|                              | Ergebnis |                               |
| ---------------------------- | -------- | ----------------------------- |
| FC Abercorn                  | 8:2      | Greenock Rangers              |
| Airdrieonians FC             | * 3:2 *  | FC Carfin Shamrock            |
| Albion Rovers                | 7:0      | FC Dykehead                   |
| Alloa Athletic               | bye      |                               |
| FC Bonhill                   | 1:2      | FC Jamestown                  |
| Broxburn Thistle             | 1:2      | Heart of Midlothian           |
| Caledonian Rangers           | 4:4      | Erin Rovers                   |
| Cambuslang Hibernian         | 3:1      | Hamilton Academical           |
| FC Clyde                     | 4:3      | FC Cowlairs                   |
| FC Coupar Angus              | bye      |                               |
| FC Cowdenbeath               | 3:3      | Burntisland Thistle           |
| FC Dumbarton                 | 4:0      | FC Yoker                      |
| FC Dunblane                  | 8:1      | FC Oban                       |
| East End Dundee              | 5:4      | FC Broughty                   |
| FC East Stirlingshire        | w/o      | FC Vale of Bannock            |
| Forfar Athletic              | 2:5      | FC Arbroath                   |
| Hurlford United              | 3:2      | FC Kilbirnie                  |
| FC Johnstone                 | 4:0      | Pollokshaws Athletic          |
| FC Kilmarnock                | 10:20    | FC Lanemark                   |
| FC Laurieston                | 1:3      | FC Falkirk                    |
| FC Lenzie                    | 00:13    | FC Vale of Leven              |
| FC Linthouse                 | 1:4      | Third Lanark                  |
| FC Lugar Boswell             | ** 3:2 * | FC Dalry                      |
| FC Moffat                    | 3:5      | 5th Dumfries Rifle Volunteers |
| FC Mossend Swifts            | 1:1      | Hibernian Edinburgh           |
| FC Newcastleton              | 1:5      | FC Armadale                   |
| Queen of the South Wanderers | 12:20    | FC Vale of Nith               |
| FC Queen’s Park              | 7:0      | FC Whitefield                 |
| Glasgow Rangers              | 5:2      | FC Westbourne                 |
| FC Renton                    | 2:0      | Dumbarton Athletic            |
| FC Rutherglen                | 1:1      | FC Cambuslang                 |
| FC Slanannan                 | 0:3      | FC Campsie                    |
| FC St. Bernard’s             | bye      |                               |
| FC St. Mirren                | 2:3      | Port Glasgow Athletic         |
| FC Strathmore                | 3:3      | FC Dundee Harp                |
| FC Thistle                   | 12:00    | FC St Andrews                 |
| FC Thornliebank              | 0:2      | Greenock Morton               |
| FC Tollcross                 | bye      |                               |

### Wiederholungsspiele
|                     | Ergebnis |                     |
| ------------------- | -------- | ------------------- |
| FC Cambuslang       | 6:1      | FC Rutherglen       |
| FC Dundee Harp      | 3:3      | FC Strathmore       |
| Erin Rovers         | 6:1      | Caledonian Rangers  |
| Hibernian Edinburgh | 3:0      | FC Mossend Swifts   |
| FC Cowdenbeath      | 3:1      | Burntisland Thistle |
| FC Lugar Boswell    | 6:1      | FC Dalry            |

## 3. Runde
Ausgetragen wurden die Begegnungen am 23. Oktober 1886. Das Wiederholungsspiel sollte am 30. Oktober 1886 stattfinden, wurde aber durch Walkover entschieden.
|                              | Ergebnis |                               |
| ---------------------------- | -------- | ----------------------------- |
| FC Abercorn                  | 1:5      | Port Glasgow Athletic         |
| Albion Rovers                | 4:2      | FC Thistle                    |
| FC Arbroath                  | bye      |                               |
| Cambuslang Hibernian         | 5:1      | FC Jamestown                  |
| FC Carfin Shamrock           | bye      |                               |
| FC Cowdenbeath               | 6:1      | Alloa Athletic                |
| FC Dumbarton                 | w/o      | FC Tollcross                  |
| East End Dundee              | 3:3      | FC Dunblane                   |
| FC East Stirlingshire        | 1:3      | FC Clyde                      |
| Erin Rovers                  | 3:2      | FC Coupar Angus               |
| FC Falkirk                   | 3:8      | FC Queen’s Park               |
| Greenock Morton              | bye      |                               |
| Hibernian Edinburgh          | 5:1      | Heart of Midlothian           |
| FC Johnstone                 | 0:5      | Hurlford United               |
| FC Kilmarnock                | 7:2      | FC Lugar Boswell              |
| Queen of the South Wanderers | 6:3      | 5th Dumfries Rifle Volunteers |
| Glasgow Rangers              | 0:2      | FC Cambuslang                 |
| FC St. Bernard’s             | 5:2      | FC Armadale                   |
| FC Strathmore                | 1:8      | FC Dundee Harp                |
| Third Lanark                 | 3:1      | FC Renton                     |
| FC Vale of Leven             | 7:4      | FC Campsie                    |

### Wiederholungsspiel
|             | Ergebnis |                 |
| ----------- | -------- | --------------- |
| FC Dunblane | w/o      | East End Dundee |

## 4. Runde
Ausgetragen wurden die Begegnungen am 6. und 13. November 1886.
|                              | Ergebnis |                      |
| ---------------------------- | -------- | -------------------- |
| FC Clyde                     | bye      |                      |
| FC Dumbarton                 | bye      |                      |
| FC Dunblane                  | bye      |                      |
| FC Dundee Harp               | bye      |                      |
| Greenock Morton              | 11:00    | FC Carfin Shamrock   |
| Hibernian Edinburgh          | bye      |                      |
| Hurlford United              | bye      |                      |
| FC Kilmarnock                | bye      |                      |
| Port Glasgow Athletic        | bye      |                      |
| FC Queen’s Park              | bye      |                      |
| Third Lanark                 | bye      |                      |
| FC Vale of Leven             | bye      |                      |
| Albion Rovers                | 1:6      | FC Cambuslang        |
| FC Cowdenbeath               | 0:3      | Cambuslang Hibernian |
| Queen of the South Wanderers | 8:2      | FC Arbroath          |
| FC St. Bernard’s             | 5:1      | Erin Rovers          |

## 5. Runde
Ausgetragen wurden die Begegnungen am 27. November und 4. Dezember 1886. Die Wiederholungsspiele fanden am 11. Dezember 1886 statt.
|                       | Ergebnis |                              |
| --------------------- | -------- | ---------------------------- |
| FC Vale of Leven      | 2:0      | Cambuslang Hibernian         |
| FC Clyde              | 0:0      | Third Lanark                 |
| FC Dundee Harp        | 2:2      | FC Dumbarton                 |
| Hibernian Edinburgh   | 7:3      | Queen of the South Wanderers |
| Hurlford United       | 5:1      | Greenock Morton              |
| FC Kilmarnock         | 6:0      | FC Dunblane                  |
| Port Glasgow Athletic | 6:2      | FC St. Bernard’s             |
| FC Queen’s Park       | 1:1      | FC Cambuslang                |

### Wiederholungsspiele
|               | Ergebnis |                 |
| ------------- | -------- | --------------- |
| FC Cambuslang | 4:5      | FC Queen’s Park |
| FC Dumbarton  | w/o      | FC Dundee Harp  |
| Third Lanark  | 4:2      | FC Clyde        |

## 6. Runde
Ausgetragen wurden die Begegnungen am 25. Dezember 1886. Die Wiederholungsspiele fanden am 8. und 22. Januar 1887 statt.
|                       | Ergebnis |                     |
| --------------------- | -------- | ------------------- |
| Hurlford United       | 0:0      | FC Dumbarton        |
| FC Kilmarnock         | 0:5      | FC Queen’s Park     |
| Port Glasgow Athletic | 1:3      | FC Vale of Leven    |
| Third Lanark          | 1:2      | Hibernian Edinburgh |

### Wiederholungsspiel
|              | Ergebnis |                 |
| ------------ | -------- | --------------- |
| FC Dumbarton | * 1:2 *  | Hurlford United |

### 2. Wiederholungsspiel
|              | Ergebnis |                 |
| ------------ | -------- | --------------- |
| FC Dumbarton | 3:1      | Hurlford United |

## Halbfinale
Ausgetragen wurden die Begegnungen am 22. und 29. Januar 1887.
|                     | Ergebnis |                  |
| ------------------- | -------- | ---------------- |
| Hibernian Edinburgh | 3:1      | FC Vale of Leven |
| FC Queen’s Park     | 1:2      | FC Dumbarton     |

## Finale
| Hibernian Edinburgh                        | Hibernian Edinburgh | FC Dumbarton | FC Dumbarton |
| ------------------------------------------ | --- | --- | ------------ |
| Hibernian Edinburgh                        | \| Finale \| \| 12. Februar 1887 in Glasgow (Hampden Park) \| \| Ergebnis: 2:1 (0:0) \| \| Zuschauer: 10.000 \| \| Spielbericht \|                                        | \| Finale \| \| 12. Februar 1887 in Glasgow (Hampden Park) \| \| Ergebnis: 2:1 (0:0) \| \| Zuschauer: 10.000 \| \| Spielbericht \|                                 | FC Dumbarton |
| Hibernian Edinburgh                        | Phil Clarke, Fagan, Willie Groves, Paddy Lafferty, James Lundie, James McGhee, Peter McGinn, James McLaren, James Montgomery, George Smith, John Tobin Cheftrainer: n. b. | Ralph Aitken, Robert Brown, Fergus, Jock Hutcheson, Jamieson, Leitch Keir, Johnny Madden, James McAulay, Tom MacMillan, Peter Miller, Robertson Cheftrainer: n. b. | FC Dumbarton |
| Hibernian Edinburgh                        | n. b. | n. b. | FC Dumbarton |
| Finale                                     | | |              |
| 12. Februar 1887 in Glasgow (Hampden Park) | | |              |
| Ergebnis: 2:1 (0:0)                        | | |              |
| Zuschauer: 10.000                          | | |              |
| Spielbericht                               | | |              |